# Миргородский завод минеральных вод
Миргородский завод минеральных вод (укр. Миргородський завод мінеральних вод) — предприятие пищевой промышленности в городе Миргород.

## История
В 1912 году при бурении скважин был открыт первый источник минеральной воды. По инициативе земского врача И. А. Зубковского в 1915 году в военно-медицинской академии в Петрограде были проведены исследования, которые признали её лечебные свойства. В апреле 1917 года здании городской бани в Миргороде была открыта первая водолечебница на 5 мест.
В 1919 году декретом Совета Народных Комиссаров было утверждено решение о создании в Миргороде курорта с использованием минеральных вод, в соответствии с которым в 1920е годы город получил статус курорта общесоюзного значения.

### 1927 - 1991
Миргородский завод минеральных вод был построен в 1927 году, он начал выпуск минеральной воды в стеклянных бутылках из источника № 3.
В ходе боевых действий Великой Отечественной войны и немецкой оккупации города (13 сентября 1941 года - 18 сентября 1943 года) завод пострадал, но во время четвёртой пятилетки (1946 - 1950) был восстановлен и в 1950е - 1980е годы входил в число ведущих предприятий Миргорода.
С целью расширения объёмов производства в начале 1970-х годов началась реконструкция и техническое переоснащение завода, а в 1974 году новый завод был официально введён в эксплуатацию.

### После 1991
После провозглашения независимости Украины завод был приватизирован и преобразован в закрытое акционерное общество.
В 1995 году началась реконструкция завода, в 1990-е годы была установлена и введена в эксплуатацию линия KHS немецкого производства по разливу минеральной воды в ПЭТ-бутылки объёмом 1,5 литра, с 1998 года завод начал выпуск минеральной воды в ПЭТ-таре объёмом 0,5 л и 1 л.
В 1999 году завод начал выпуск бутилированной питьевой воды «Сорочинська».
После завершения в 2001 году реконструкции завода, в 2002 году производственные мощности завода обеспечивали выпуск 80 млн. литров минеральной и питьевой воды в год.
В 2003 году завод вошёл в состав компании "IDS Group Ukraine".
В 2010 году в дополнение к минеральной воде марки «Миргородская» завод начал выпуск минеральной воды «Миргородська Лагідна», добываемой из скважин глубиной 76 метров. В сентябре 2011 года для завода работали семь артезианских скважин (три для минеральной воды марки «Миргородская», две для марки «Миргородська Лагідна» и две - для питьевой воды).
В 2011-2012 годы завод входил в перечень ведущих предприятий города и являлся одним из крупнейших налогоплательщиков среди предприятий Полтавской области.